# Філ Бойд
Філ Бойд (англ. Phil Boyd, 5 червня 1876 — 16 листопада 1967) — канадський академічний веслувальник.
Срібний призер Олімпійських Ігор 1904 року в складі вісімки.